# Panicum pedersenii
Panicum pedersenii là một loài thực vật có hoa trong họ Hòa thảo. Loài này được Zuloaga mô tả khoa học đầu tiên năm 1978.